# Pau el Simple
Pau el Simple (Egipte, segona meitat del segle iii - ca. 339) va ser un anacoreta a Egipte, contemporani d'Antoni el Gran i Pau de Tebes, el primer eremita. És venerat com a sant per totes les confessions cristianes.

## Hagiografia

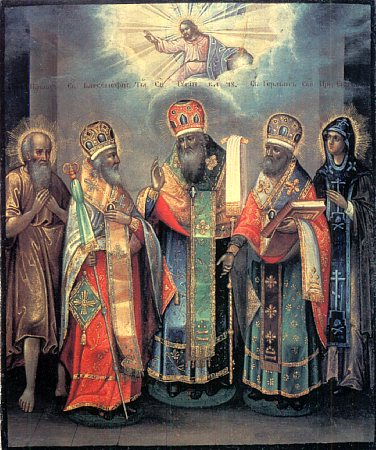
Icona russa, s. XVIII-XIX, amb Sant Pau el Simple, a l'esquerra (i els sants Barnasufi de Tver Guri, Germà de Kazan i Eudòxia.

El relat de la seva vida es troba a De Vitis Patrum de Pal·ladi d'Helenòpolis (cap. 8,28) i a la Historia eremitica de and Tiranni Rufí (cap. 31), on, amb petites variants, narren els mateixos fets.
Era camperol; en descobrir que la seva esposa l'enganyava amb un altre home, la va deixar i es convertí en anacoreta. Va demanar de ser deixeble de sant Antoni l'abat, però aquest no volia acceptar-lo perquè ja tenia 60 anys. El diàleg, a les fonts, va ser, si fa no fa:
Antoni -- Què vols?
Pau -- Ésser monjo
Antoni -- És impossible: tens seixanta anys. Estigues content amb la teva vida de pagès i dona gràcies a Déu.
Pau -- Faré allò que m'ensenyis.
Antoni -- Si vols ésser monjo, vés a un monestir. Jo hi vaig viure i només menjava un cop cada cinc dies.
Rebutjat, Pau va quedar-se a les portes de l'ermita d'Antoni nit i dia, fins que a la quarta nit, tement que morís, Antoni el deixà entrar-hi. El va fer fer una corda de fulles de palma; quan acabava, li feia desfer i començar un altre cop a fer-la. A la nit, li preguntà si volia sopar. Antoni va prendre uns crostons de pa, en prengué un i n'oferí tres a Pau. Pregaren i després, cadascú se'n menjà un tros. Antoni digué a Pau que se'n mengés un altre:
Pau -- Si tu en menges, jo també; si no, jo tampoc.
Antoni -- Jo sóc monjo i en tinc prou amb un.
Pau -- Llavors, també en tinc prou, ja que jo vull ésser monjo.
Llavors, van pregar dotze cops i van anar a dormir fins a la mitjanit, que es desvetllaren per recitar salms fins que es va fer de dia. Així, després de viure amb Antoni uns mesos, aquest deixà que visqués en una ermita separada, però a prop de la seva.
Pau va tenir el do de guarir i expulsar dimonis, i una llegenda deia que va poder expulsar-ne un d'un jove que el mateix Antoni no havia pogut exorcitzar.